# وزن معادل

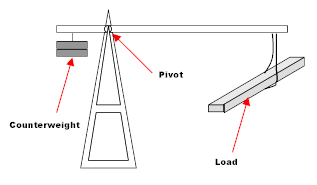
ونش بسيط

الوزن المعادل هو وزن الذي يعطي توازن لنظام ميكانيكي ما. وظيفته هو رفع أحمال ثقيلة بطريقة أكثر كفاءة لتوفير الطاقة و بالتالي ماكينة الرفع يقل تأثير الحمل عليها.